# Robert Byrd
Robert Carlyle Byrd (geboren Cornelius Calvin Sale, Jr.) (North Wilkesboro (North Carolina), 20 november 1917 - Falls Church (Virginia), 28 juni 2010) was een Amerikaans politicus van de Democratische Partij. Hij diende als Senator voor West Virginia van 1959 tot aan zijn dood in 2010. Daarvoor was hij Afgevaardigde voor West Virginia 6e District van 1953 tot 1959. Met 57 jaar was hij het langstzittende Congreslid in de Amerikaanse geschiedenis.
Van 3 januari 1953 tot 3 januari 1959 was hij lid van het Huis van Afgevaardigden, daarna lid van de Senaat. In de periodes 1989-1995, 2001-2003 en 2007-2010 was hij president pro tempore van de Senaat, een post die traditiegetrouw wordt bezet door de langstzittende senator van de partij die de meerderheid heeft. Byrd, een ex-Ku Klux Klan-lid, heeft zich diverse malen publiekelijk verontschuldigd voor zijn tijd in de Klan en afstand genomen van die organisatie en voor zijn rol als Grand Cyclops en Kleagle (een Klansman verantwoordelijk voor rekrutering) bij de KKK alsook voor zijn uitspraken uit 1958 - toen hij voor de eerste maal deelnam aan de Senaatsverkiezingen - waarin hij de Klan verheerlijkte en alle beschuldigingen minimaliseerde of zelfs totaal ontkende.
Byrd was sinds 12 juni 2006 de langstzittende senator in de Amerikaanse geschiedenis en op het moment van zijn overlijden was hij de oudste zittende senator met een leeftijd van 92.

## Onderscheidingen
2003: Four Freedoms Award voor de vrijwaring van vrees

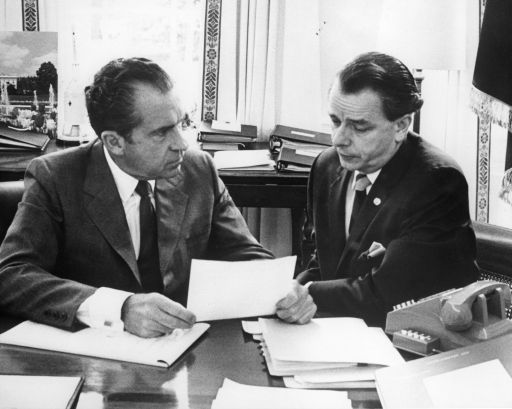
Robert Byrd en toenmalig president Richard Nixon in 1973

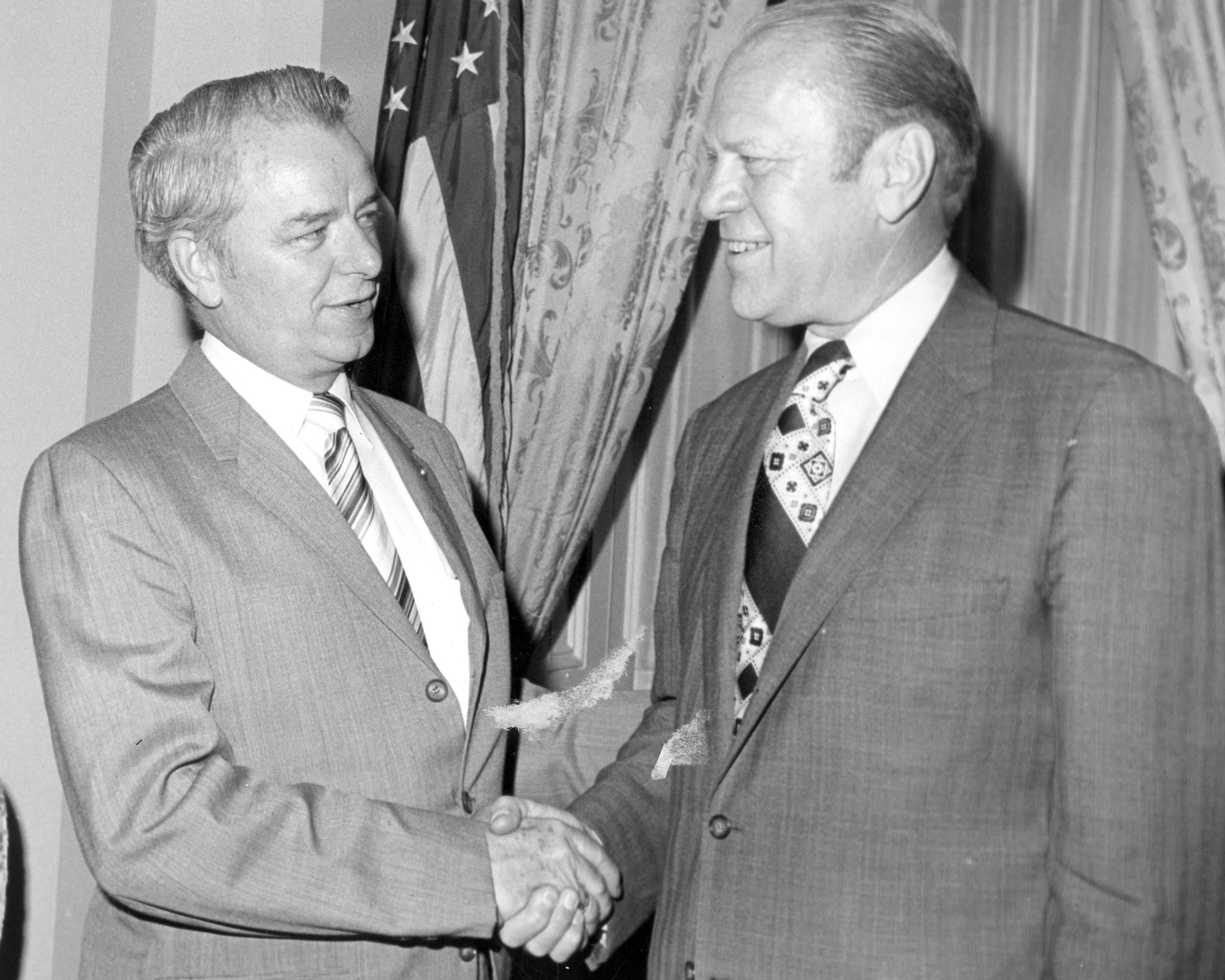
Robert Byrd en toenmalig president Gerald Ford in 1976

- Bibsys: 90693229
- Biblioteca Nacional de España: XX4604209
- Bibliothèque nationale de France: cb12264087w (data)
- CiNii: DA0469717X
- Gemeinsame Normdatei: 170643476
- International Standard Name Identifier: 0000 0000 6645 6204
- Library of Congress Control Number: n79016398
- MusicBrainz: 189ad385-4fe6-46ef-944a-c3b51ea533ba
- National Archives and Records Administration: 10582632
- Nationale Bibliotheek van Israël: 987007443606205171
- Nederlandse Thesaurus van Auteursnamen: 095792163
- Réseau des bibliothèques de Suisse occidentale: 02-A003063108
- SNAC: w6x16zmg
- Système universitaire de documentation: 031424031
- Biographical Directory of the United States Congress: B001210
- Virtual International Authority File: 53153651743255781883